# Acanthocera aureoscutellata
Acanthocera aureoscutellata är en tvåvingeart som beskrevs av Julio Augusto Henriques och José Albertino Rafael 1992. Acanthocera aureoscutellata ingår i släktet Acanthocera och familjen bromsar. Inga underarter finns listade i Catalogue of Life.